# L'isola del diavolo (film 1929)
L'isola del diavolo (Condemned ) è un film del 1929, diretto da Wesley Ruggles. Tratto dal romanzo del 1928 Condamned to Devil's Island di Blair Niles, narra di un rapinatore che viene condannato ai lavori forzati sull'Isola del Diavolo dove ha sede una famigerata prigione. Lì incontra la moglie di un carceriere, tanto dolce lei quanto brutale lui.
Ronald Colman ricevette una candidatura all'Oscar come migliore attore protagonista per questo film e per Bulldog Drummond.

## Trama
Vidal, direttore della famigerata colonia penale francese dell'Isola del Diavolo, la governa con pugno di ferro. Al bagno penale, arrivano Michel, un giovane ladro, e Jacques, un pericoloso assassino. Madame Vidal, la bella moglie del direttore, disgustata dalla brutalità di quel mondo, si sente attratta da Michel, che è stato comandato come domestico in casa. Vidal, messo in allarme dai pettegolezzi che hanno come soggetto la moglie, minaccia il presunto rivale. La donna cerca di difendere Michel, accusando sé stessa: è vero che lei lo ama, ma il giovane è assolutamente innocente. Il suo intervento non serve a salvarlo dall'essere inviato in isolamento nella temuta isola di San Giuseppe. Avendo scoperto che il marito vuole tornare in Francia, la donna invia un messaggio a Michel attraverso Jacques. Il giovane progetta di fuggire per incontrarsi con la sua amata su un battello. Durante la fuga, Vidal annega e Jacques viene colpito a morte. Michel finisce per arrendersi, ma giura eterna fedeltà a Madame Vidal.

## Produzione
Il film venne prodotto dalla Samuel Goldwyn Company e fu girato nei Samuel Goldwyn Studios, al 7200 di Santa Monica Boulevard di West Hollywood usando per il sonoro il sistema Movietone.

## Distribuzione
Distribuito dall'United Artists, il film uscì nelle sale cinematografiche statunitensi dopo essere stato presentato in prima a New York il 3 novembre 1929. Il copyright del film, richiesto da Samuel Goldwyn, fu registrato il 1º dicembre 1929 con il numero LP912. Negli anni trenta, fu distribuito internazionalmente: in Argentina (26 giugno 1931) con il titolo Condenado a Isla del Diablo; in Svezia (19 febbraio 1932) come Mannen som stal kärlek...; in Portogallo (17 dicembre 1934), con il titolo Condenado.